# 达德学校旧址
达德学校旧址位于中国贵州省贵阳市南明区中华南路。原是元代修建的南霁云庙，明清两代曾多次重修和增修，改建为忠烈宫。随后于光绪二十七年（1901年）创建“达德学校”。

## 历史
该校开创于光绪二十七年（1901年）， 初名算学馆，达德书社，民立小学堂，民国二年（1912年） 更名为达德学校，后增办中学。1925年又增设女中部，为贵州省著名的私立学校。 由于达德学校在贵州省反帝反封建的革命斗争中起过积极作用，1982年2月经省人民政府批准，列为贵州省重点文物保护单位。2019年10月7日公布为第八批全国重点文物保护单位。这是一所反映贵阳、也是贵州近代教育发展变化情况的博物馆。